# 龙晶睛
龙晶睛 (1993年—)，女，湖南长沙人，硕士毕业于哥伦比亚大学社会工作学专业，于2021年因“连续10年去湘西支教”而走红于抖音，被称为“最美支教”；但也因支教时长、被指“作秀”、“敛财”而陷入舆论争议，因违规募捐而被行政处罚。此外，龙晶睛还担任湖南省善吟创益文化传播有限公司和长沙市善吟共益助学服务中心的法人。